# 近卫坦克第6集团军
近卫坦克第6集团军（俄语：6-я гвардейская танковая армия）。因解放基辅和攻克柏林而获得荣誉称号。1943年7月26日获得近卫军称号。1945年九月在八月风暴行动中，整建制参与对日本关东军的作战，8月24日进军至旅顺。1991年苏联解体后划归为新成立的乌克兰陆军，兩年後被裁撤。

## 指挥官
- 司令： 安德烈·格里戈里耶维奇·克拉夫琴科（俄语：Кравченко, Андрей Григорьевич）坦克兵上将
- 军事委员盖伊·拉扎列维奇·图马尼扬（俄语：Туманян, Гай Лазаревич）中将
- 参谋长：阿尔伯特·伊万诺维奇·施特龙贝格（俄语：Штромберг, Альберт Иванович）坦克兵中将
- 近卫坦克第5军（俄语：5-й гвардейский танковый корпус）：萨维里耶夫（俄语：Савельев, Михаил Иванович）坦克兵中将
- 近卫机械化第9军（俄语：9-й гвардейский механизированный корпус）：米哈伊尔·瓦西里耶维奇·沃尔科夫（俄语：Волков, Михаил Васильевич (генерал-лейтенант)）坦克兵中将
- 机械化第7军（俄语：7-й механизированный корпус (2-го формирования)）：费多尔·格里戈里耶维奇·卡特科夫（俄语：Катков, Фёдор Григорьевич）坦克兵中将
- 摩托化步兵第36师（俄语：36-я мотострелковая дивизия）：根纳季·约瑟福维奇·克里沃京申（俄语：Кривохижин, Геннадий Иосифович）上校
- 摩托化步兵第57师（俄语：57-я мотострелковая дивизия）：努里·扎基罗维奇·扎基罗夫（俄语：Закиров, Нурей Закирович） 上校
- 高射炮兵第30师（俄语：30-я зенитно-артиллерийская дивизия）